# Michel Franco
Michel Franco (Mexico City, 1979) is een Mexicaans filmregisseur, scenarioschrijver en filmproducent.

## Biografie
Michel Franco werd in 1979 geboren in Mexico City en startte met het maken van kortfilms in 2001 na het beëindigen van zijn studies in de media. Zijn eerst kortfilm Cuando sea grande werd gemaakt voor een anticorruptiecampagne en werd vertoond in 500 bioscopen in Mexico. In 2003 volgde de korte film Entre dos die hij schreef, regisseerde en produceerde en die verscheidene prijzen behaalde. Zijn eerste langspeelfilm Daniel y Ana werd in 2009 op het filmfestival van Cannes genomineerd voor de Caméra d'or. Franco’s tweede film Después de Lucía uit 2012 werd bekroond op enkele internationale filmfestivals zoals Cannes, Chicago, Havana en San Sebastian. De film Chronic werd geselecteerd voor de competitie van het filmfestival van Cannes 2015.

## Filmografie
- Entre dos (kortfilm, 2003)
- Daniel y Ana (2009)
- Después de Lucía (2012)
- A los ojos (2013)
- Chronic (2015)
- Las hijas de Abril (2017)
- Nuevo orden (2020)
- Sundown (2021)
- Memory (2024)
- Dreams (2025)

## Prijzen en nominaties[3]
De belangrijkste:
| Jaar | Prijs                   | Categorie              | Genomineerde(n)  | Uitslag     |
| ---- | ----------------------- | ---------------------- | ---------------- | ----------- |
| 2012 | Filmfestival van Cannes | Prix Un certain regard | Después de Lucía | Gewonnen    |
| 2009 | Filmfestival van Cannes | Caméra d'or            | Daniel y Ana     | Genomineerd |